# Ulithi (langue)
Cet article concerne la langue ulithi. Pour l’île de Ulithi, voir Ulithi.
L’ulithi ou ulithien (en anglais Ulithian) est une des neuf langues officielles des États fédérés de Micronésie. Il est parlé sur l’atoll d’Ulithi ainsi que sur l'île de Fais, situés dans les îles Carolines, dans l’océan Pacifique (nord-ouest).
C’est une langue malayo-polynésienne orientale, faisant partie des langues océaniennes orientales (régions plus à l’est que la Nouvelle-Guinée et les Îles Salomon), qui comprennent toutes les langues de Vanuatu, de Nouvelle-Calédonie, de Rotuma, des Fidji, de Micronésie et de Polynésie, en tout 234 langues.
L’ulithi fait partie du même groupe que cinq autres des huit langues des États fédérés de Micronésie. Ce groupe comprend les langues pohnpei, woléaïen, chuuk, kosrae et ulithi.

## Exemples
| Mot    | Traduction |
| ------ | ---------- |
| terre  | faaeyleng  |
| ciel   | laeng      |
| eau    | chaael     |
| feu    | ifa        |
| homme  | mwaal      |
| femme  | fafel      |
| manger | mongoay    |
| boire  | yiiul      |
| grand  | paelling   |
| petit  | pechigchig |
| nuit   | bong       |
| jour   | raal       |